# Ialma
Ialma is een wereldmuziekband die werd opgericht door vijf Galicische zangeressen die in Brussel wonen.
De band brengt naast eigen werk voornamelijk traditionele Galicische liederen, maar maakte bv. ook een cover van het nummer Under the Bridge. Op de latere albums verschijnen meer en meer wereldmuziekinvloeden.
Ialma maakte in 2002 met Kadril het project La Paloma Negra, een versmelting van Vlaamse en Galicisch-Spaanse liederen en dansen. In 2004 werd de muziek uitgebracht op dubbel-cd, echter met zang van de eveneens Belgisch/Galicische groep Alumea.  In 2008 maakte de band de voorstelling Cem Voltas (honderd rondjes), die voornamelijk rond dans draait, Dansers uit verschillende dansstijlen (hiphop, tango, ...) werkten mee aan de voorstelling.
Ialma speelde onder meer op het Sfinks festival en Festival Dranouter. Véronica Codesal zong ook bij Urban Trad.

## Discografie
- 2000 Palabras Darei
- 2002 Marmuladas
- 2006 Nova Era
- 2011 Simbiose
- 2016 Camiño, Homerecords